# Fórmula de Liouville
En matemáticas, la fórmula de Liouville, también conocida como fórmula de Abel-Liouville, es una identidad que expresa el determinante de una matriz cuadrada que soluciona un sistema de ecuaciones diferenciales lineales homogéneas de primer orden en función de la suma de los coeficientes de la diagonal del sistema. La fórmula debe su nombre al matemático francés Joseph Liouville.

## Enunciado
Sea {\displaystyle \Phi (t)} una matriz cuadrada de dimensión {\displaystyle n} x {\displaystyle n} que verifica la siguiente ecuación diferencial homogénea de primer orden:
{\displaystyle \Phi '(t)=A(t)\Phi (t),\qquad t\in I},
donde {\displaystyle I} es un intervalo de la recta real y {\displaystyle A(t)} es una matriz cuadrada de dimensión {\displaystyle n} x {\displaystyle n} con coeficientes  reales o  complejos.
Entonces, si la traza de {\displaystyle A(t)} es integrable en {\displaystyle I}, se cumple la siguiente relación con el determinante de 
{\displaystyle \Phi (t)}:
{\displaystyle \det \Phi (t)=\det \Phi (t_{0})\,\exp \left(\int _{t_{0}}^{t}trA(s)ds\right),\qquad t,t_{0}\in I.}

## Demostración
Denotamos {\displaystyle a_{ij}} y {\displaystyle \phi _{ij}} como los elementos individuales de las matrices {\displaystyle A(t)} y {\displaystyle \Phi (t)} respectivamente. Por brevedad se omite la variable {\displaystyle t} en estas matrices y sus coeficientes. 
Por la fórmula de Leibniz para el cálculo de determinantes se cumple que
| {\displaystyle (\det \Phi )'=\sum _{i=1}^{n}\det {\begin{pmatrix}\phi _{11}&\phi _{12}&\cdots &\phi _{1n}\\\vdots &\vdots &&\vdots \\\phi '_{i1}&\phi '_{i2}&\cdots &\phi '_{in}\\\vdots &\vdots &&\vdots \\\phi _{n1}&\phi _{n2}&\cdots &\phi _{nn}\end{pmatrix}}=\det {\begin{pmatrix}\phi '_{11}&\phi '_{12}&\cdots &\phi '_{1n}\\\vdots &\vdots &&\vdots \\\phi _{i1}&\phi _{i2}&\cdots &\phi _{in}\\\vdots &\vdots &&\vdots \\\phi _{n1}&\phi _{n2}&\cdots &\phi _{nn}\end{pmatrix}}+\cdots +\det {\begin{pmatrix}\phi _{11}&\phi _{12}&\cdots &\phi _{1n}\\\vdots &\vdots &&\vdots \\\phi '_{i1}&\phi '_{i2}&\cdots &\phi '_{in}\\\vdots &\vdots &&\vdots \\\phi _{n1}&\phi _{n2}&\cdots &\phi _{nn}\end{pmatrix}}+\cdots +\det {\begin{pmatrix}\phi _{11}&\phi _{12}&\cdots &\phi _{1n}\\\vdots &\vdots &&\vdots \\\phi _{i1}&\phi _{i2}&\cdots &\phi _{in}\\\vdots &\vdots &&\vdots \\\phi '_{n1}&\phi '_{n2}&\cdots &\phi '_{nn}\end{pmatrix}}.} | \| \| \| \| \| \| \| \| | (1) |
| |                         |     |
| |                         |     |

En el {\displaystyle i}-ésimo sumando se aplica una combinación lineal sobre su {\displaystyle i}-ésima fila del resto de sus filas, lo que no altera su valor. Usando la ecuación diferencial de la hipótesis, que en términos de {\displaystyle a_{ij}} y {\displaystyle \phi _{ij}} se escribe 
{\displaystyle \phi '_{ik}=\sum _{j=1}^{n}a_{ij}\phi _{jk}\,,\qquad i,k\in \{1,\ldots ,n\},}
se obtiene la expresión del {\displaystyle i}-ésimo término de la suma anterior en función del determinante de {\displaystyle \Phi }:
{\displaystyle \det {\begin{pmatrix}\phi _{11}&\phi _{12}&\cdots &\phi _{1n}\\\vdots &\vdots &&\vdots \\\phi '_{i1}&\phi '_{i2}&\cdots &\phi '_{in}\\\vdots &\vdots &&\vdots \\\phi _{n1}&\phi _{n2}&\cdots &\phi _{nn}\end{pmatrix}}=\det {\begin{pmatrix}\phi _{11}&\phi _{12}&\cdots &\phi _{1n}\\\vdots &\vdots &&\vdots \\\phi '_{i1}-\sum _{\scriptstyle j=1 \atop \scriptstyle j\neq i}^{n}a_{ij}\phi _{j1}&\phi '_{i2}-\sum _{\scriptstyle j=1 \atop \scriptstyle j\neq i}^{n}a_{ij}\phi _{j2}&\cdots &\phi '_{in}-\sum _{\scriptstyle j=1 \atop \scriptstyle j\neq i}^{n}a_{ij}\phi _{jn}\\\vdots &\vdots &&\vdots \\\phi _{n1}&\phi _{n2}&\cdots &\phi _{nn}\end{pmatrix}}=\det {\begin{pmatrix}\phi _{11}&\phi _{12}&\cdots &\phi _{1n}\\\vdots &\vdots &&\vdots \\a_{ii}\phi _{i1}&a_{ii}\phi _{i2}&\cdots &a_{ii}\phi _{in}\\\vdots &\vdots &&\vdots \\\phi _{n1}&\phi _{n2}&\cdots &\phi _{nn}\end{pmatrix}}=a_{ii}\det \Phi .}
Usando esto en la fórmula (1), se obtiene la siguiente ecuación diferencial para el determinante de {\displaystyle \Phi }:
{\displaystyle (\det \Phi )'=\sum _{i=1}^{n}a_{ii}\det \Phi =\mathrm {tr} \,A\,\det \Phi }.
Se trata de una ecuación diferencial ordinaria de primer orden separable, cuya solución es
{\displaystyle \det \Phi (t)=\det \Phi (t_{0})\,\exp \left(\int _{t_{0}}^{t}trA(s)ds\right),\qquad t,t_{0}\in I.}